# Mala Subotica
Mala Subotica (mađarski Kisszabadka) je općina u Hrvatskoj. Smještena je u Međimurskoj županiji.

## Općinska naselja
U sastavu općine nalazi se 6 naselja: Mala Subotica, Držimurec, Palovec, Piškorovec, Strelec  i Sveti Križ.

## Povijest
Područje Međimurja bilo je naseljeno već u najranijim vremenima ljudske civilizacije. O tome svjedoče pronađeni arheološki ostaci iz kamenog doba nađeni na ovom području. Malosubotička općina još je skromno arheološki istražena.
Kod Svetog Križa, pronađen je kameni poklopac antičke urne, a postoji još zanimljivih lokaliteta koje bi valjalo istražiti. Jedan od njih je i staro groblje ispod i uokolo župne crkve. Prema postojećim nalazima u Prelogu i Cirkovljanu zaključuje se da je Međimurje, pa i onda područje općine Mala Subotica, bilo naseljeno već oko pet tisuća godina prije Krista.
Zbog svojih prirodnih bogatstava ovaj je kraj bio pogodan za sesilni način života. Područje Međimurja naseljavali su Serapilli, Panonci i Kelti. Oni su još i u vrijeme dolaska Rimljana živjeli u rodovskom društvenom uređenju. Rimljani su ih pokorili tek početkom 1. stoljeća nakon Krista, poslije velike njihove pobune. Već u tom vremenu do izražaja dolazi izrazito povoljan prometni položaj Međimurja, smještenog na sjecištima putova Istoka i Zapada. Kroz njega prolaze veoma važne antičke ceste koje su povezivale euroazijske stepe sa zapadnoevropskim prostorima.
Anđela Horvat naslućuje u latinskom nazivu imena Subotica, latinski Sabaria, odjeke antičkog, rimskog vremena, odnosno moglo bi se pretpostaviti da je na području današnje Male Subotice postojalo rimsko naselje.

## Stanovništvo
| broj stanovnika | 2487  | 2839  | 2930  | 3109  | 3557  | 4066  | 4506  | 4928  | 5783  | 5792  | 5426  | 5606  | 5623  | 5689  | 5676  | 5452  | 4344  |
|                 | 1857. | 1869. | 1880. | 1890. | 1900. | 1910. | 1921. | 1931. | 1948. | 1953. | 1961. | 1971. | 1981. | 1991. | 2001. | 2011. | 2021. |

| broj stanovnika | 1039  | 1104  | 1315  | 1341  | 1413  | 1583  | 1778  | 1950  | 2249  | 2237  | 2161  | 2339  | 2301  | 2269  | 2156  | 1986  | 1766  |
|                 | 1857. | 1869. | 1880. | 1890. | 1900. | 1910. | 1921. | 1931. | 1948. | 1953. | 1961. | 1971. | 1981. | 1991. | 2001. | 2011. | 2021. |

## Udruge
Udruge i podružnice
1. UDRUGA SPORTSKE REKREACIJE "SPORT ZA SVE" (web: http://www.sportzasve.hr  Arhivirana inačica izvorne stranice od 19. rujna 2008. (Wayback Machine))
3. MOTO KLUB "ORLOVI" (web: http://www.orlovi.hr)
4. PODRUŽNICA UMIROVLJENIKA Palovec
5. DVD Mala Subotica
6. PUHAČKI ORKESTAR OPĆINE Mala Subotica
7. DVD Sveti Križ
8. KARATE KLUB Mala Subotica
10. NK "SPARTAK" Mala Subotica (web: http://www.nk-spartak.hr  Arhivirana inačica izvorne stranice od 23. prosinca 2010. (Wayback Machine))
11. NOGOMETNA ŠKOLA Općine Mala Subotica
12. NK „DINAMO“ Palovec
13. NK „OMLADINAC“ Držimurec-Strelec
14. Udruga Media Start
15. Udruga ljubitelja mačaka
16. ŠAHOVSKI KLUB „DINAMO“ Palovec
17. STOLNOTENISKI KLUB MALA SUBOTICA
18. ŠKOLSKI UČENIČKI KLUB „FTIČI“
19. Kreativna udruga Svetokriščani
20. KONJIČKI KLUB „SVETI KRIŽ“
21. Nukleus Piškorovec
22. ŠRU „ŠARAN“ Mala Subotica
23. ŠRD „LINJAK“ Palovec
24. ŠRD „KLEN“ Držimurec-Strelec
25. KULTURNOUMJETNIČKA UDRUGA „ZVON“ Župne zajednice Mala Subotica
26. UDRUGA ŽENA „PALOVČANKE“ Palovec
27. DVD PALOVEC
28. DVD DRŽIMUREC-STRELEC
29. PODRUŽNICA UMIROVLJENIKA MALA SUBOTICA
30. UDRUGA DOBROVOLJACA I VETERANA DOMOVINSKOG RATA RH PODRUŽNICA MEĐIMURSKE ŽUPANIJE, OGRANAK MALA SUBOTICA (UDVDR-a)
31. LOVAČKO DRUŠTVO PREPELICA MALA SUBOTICA
32. VIJEĆE ROMSKE NACIONALNE MANJINE OPĆINE MALA SUBOTICA
33. EKOLOŠKO DRUŠTVO SVETI KRIŽ
34. EKOLOŠKA UDRUGA „VRBA JURČEVEC“
35. EKOLOŠKA UDRUGA SVETI ROK

## Poznate osobe
- Tomaš Goričanec, hrvatski kajkavski epski pjesnik[4]
- Vlado Mihaljević-Kantor, kantor, pjevač, pisac

## Spomenici i znamenitosti
- Župna crkva Rođenja Bl. Djevice Marije

Povijest župne crkve
Pisani tragovi povijesti župe Mala Subotica datiraju iz 1334. godine. U to se vrijeme u Međimurju spominju tri župe po mjestu postojanja i po zaštitnicima. Jedna od spomenutih župa je župa Blažene Djevice Marije u Sobotici (Ecclesia sanctae Mariae de Sabaria). Po arhivima tadašnjeg doba nailazimo na relativno oskudne podatke, što uvjetuje stvaranju određene praznine u kompletiranju preciznije povijesne slike onovremene župe.
Tek se 1501. godine spominje župnik Valentin (Valentinus plebanus de Sabaria) i crkva posvećena Djevici Mariji (Sancta Maria de Sabaria). Uz spomen župe u Breztu (vjerojatno današnji Podbrest) i Belici, teško se može zaključiti kakvo je bilo teritorijalno ustrojstvo župe Sobotica. U starim se arhivima spominje 1640. godina. Od tada se u Sobočkoj župi provode redovite kontrole, tzv. kanonske vizitacije. Upravo se te godine spominje dotrajala župna crkva opremljena za bogoslužje, s dva zvona, velikim lusterom, velikim drvenim križem i svetim slikama, te velikim oltarom.
Po opisu stanja župne crkve naslućuje se da je dosta stara, pa postoje indicije da je sagrađena i prije 1334. godine. I sami vizitatori u svojim izvješćima navode da je nepoznata godina izgradnje. O izgledu župne crkve teško je govoriti, tek se 1660. godine preciznije opisuje vizualni izgled: većim je dijelom zidana kamenom opekom, krov je pokriven hrastovim daščicama (spominju se oštećenja).Postojao je neukrašen kor i jedna vrata s južne strane, dok je na sjevernoj strani bila sakristija, pored koje se nalazila drvena propovjedaonica.
Na zapadnoj strani nalazio se zidani toranj s dva zvona, iznad glavnog ulaza. Unutrašnjost je bila popločena duguljastom ciglom. Postojala su tri zidana oltara. Crkva je tada imala samo srednju lađu, a postojala je grobnica ispod poda. Sjeverno od crkve se nalazila trošna dvokatna kurija. Župnik toga vremena bio je Mihalj Zorešić. Nova župnička kurija sagrađena je 1713. godine. Potres koji je 1737. godine pogodio Međimurje oštetio je župnu crkvu, pa se milodarima župljana vršila sanacija, a u to je vrijeme započela i izgradnja crkve u Svetom Križu. Godine 1747. završena je crkva u Svetom Križu, a adaptirana je župna crkva u Sobotici. Tada je crkva dobila barokne svodove. Godine 1779. Mjesto se naziva Szoboticza. Groblje oko crkve se zapušta, novo se nalazi izvan sela.
Značajne godine za župnu crkvu svakako su 1820/21. Te je godine nastao glavni ulaz u crkvu, crkva je popločena, uređeno je svetište… Nadogradnja župne crkve izvršena je 1900. godine, kada su izgrađene dvije pokrajnje lađe, što je župnu crkvu gotovo dvostruko proširilo. Današnji izgled i oblik ostao je nepromijenjen - jedino se do današnjih dana obavilo niz adaptacijskih zahvata.
- Schoenstattsko svetište

Prvo schönstattsko svetište u Hrvatskoj posvećeno je u subotu 22. kolovoza 2009., na blagdan Blažene Djevice Marije Kraljice, u Maloj Subotici kod Čakovca, u nazočnosti više tisuća hodočasnika iz svih krajeva svijeta.
Misno slavlje i posvetu svetišta Majke Triput Divne, Kraljice i Pobjednice schönstattske, predvodio je varaždinski biskup mons. Josip Mrzljak. Na pet kontinenata diljem svijeta dosad je podignuto oko 200 filijalnih hodočasničkih svetišta identičnih schönstattskom prasvetištu.
U povijesnom slavlju posvete prvog hrvatskog schönstattskog svetišta sudjelovalo je mnoštvo članova Hrvatske schönstattske obitelji koja broji 15.000 članova, te Marijini štovatelji iz okolnih zemalja, Austrije, Njemačke, Švicarske, Bugarske i drugih država poput afričkog Burundija i južnoameričkog Brazila. S biskupom su suslavili duhovni asistent u Hrvatskoj p. Christoph Horn, domaći župnik vlč. Đuro Vukalović i još tridesetak svećenika iz svih krajeva Hrvatske i inozemstva koji u svojim župama i zajednicama promiču pobožnost Majci Triput Divnoj. Prvi dio svete mise, Služba riječi, održan je ispred crkve, a zatim je biskup Mrzljak nakon obreda posvete oltara i crkve predvodio Euharistijsku službu unutar crkve. U oltar su položene moći sveca Leopolda Bogdana Mandića, dok su članovi Hrvatske schönstattske obitelji u velikoj svečanoj procesiji na otvorenom prinijeli oltarnu sliku Majke Triput Divne s djetetom Isusom u naručju koja je postavljena u središte crkvenog oltara. Također je prinesen veliki vrč s duhovnim darovima i doprinosima koje su toga dana i kroz proteklo razdoblje predali Marijini štovatelji. Biskup Mrzljak ujedno je blagoslovio vanjski ljetni oltar i sve okupljene hodočasnike.

## Kultura
Kulturno umjetnička udruga "Zvon", žz Mala Subotica
http://kuu-zvon.hr/

## Šport
- NK Dinamo Palovec
- NK Spartak Mala Subotica  Arhivirana inačica izvorne stranice od 23. prosinca 2010. (Wayback Machine)
- Udruga Sport Za Sve Mala Subotica  Arhivirana inačica izvorne stranice od 19. rujna 2008. (Wayback Machine)

## Vanjske poveznice
- Službena stranica Općine Mala Subotica
- Hrvatsko schoenstattsko svetište